# متحف عبد اللطيف النعيم
متحف عبد اللطيف النعيم هو متحف خاص يقع في محافظة الأحساء التابعة لمنطقة الشرقية في المملكة العربية السعودية.

## الموقع
يقع المتحف في حي السليمانية بمدينة الهفوف.

## الإنشاء
افتتح متحف عبد اللطيف النعيم في عام 1419 هـ. وأنشى المتحف بتمويل عبد اللطيف النعيم الشخصي.

## المحتويات
يضم المتحف العديد من المؤلفات التراثية القديمة المهتمة بتاريخ والثقافة والتراث في السعودية، ويوجد في المتحف العديد من الصور والكتب القديمة والحديثة، وموسوعات تراثية عن السعودية، ومؤلفات تربوية، ولقاءات صحفي، واستطاع حفظ محتويات المتحف، وتنظيمها في سجلات، وحافظات خاصة، حسب مقاسات صفحات الكتب حفاظاً عليها من التلف، والعدد الأول من صحيفتي الجزيرة والمسائية وحفظهم في حافظة خاصة لتفادي تلفها، والمسكوكات الهامة والصناعات اليدوية، وسجلات لبعض المواقع الاثرية، إضافة إلى القطع الاثرية المتواجدة في المتحف، يُعتبر المتحف هو متحف أثري ثقافي.

## الدعم
لقي المتحف دعمًا من عدد من المؤسسات والجهات مثل دارة الملك عبد العزيز، والمتاحف والآثار، ومكتبة الملك عبد العزيز العامة، ومكتبة الملك فهد الوطنية، وجريدة الجزيرة، ومؤسسة النقد العربي السعودي، ومركز البابطين للتراث والثقافة.

## الزيارات
زار المتحف العديد من الأفواج الطلابية، من المدارس من المراحل الابتدائية والمتوسطة والثانوية، إضافة إلي الجامعة، وزار المتحف أيضًا الباحثين، وكبار الزوار.